# Southern Christian Leadership Conference
La Southern Christian Leadership Conference  (SCLC) è un'organizzazione dei diritti civili statunitense celebre per il suo ruolo nel movimento per i diritti civili degli afroamericani.

## Storia
Il premio Nobel per la pace Martin Luther King insieme a Ralph Abernathy si riunirono con altri attivisti per i diritti civili della comunità afroamericana ad Atlanta, per dare forma a quella che venne inizialmente chiamata Southern Leadership Conference on Trasportation and Non-Violent Integration e successivamente Southern Christian Leadership Conference (in italiano congresso dei leader cristiani degli stati del Sud). Grazie a questa organizzazione si diede forza alle masse afromaericane in precedenza divise nelle proprie parrocchie.
Fra le varie lotte sostenute la campagna di Birmingham iniziata dal reverendo Wyatt Tee Walker, celebre la loro partecipazione alla marcia su Washington per il lavoro e la libertà, dove quasi 250.000 persone marciarono e si radunarono, sino al Lincoln Memorial di Washington.
Negli anni sessanta l'organizzazione fu bersaglio di attività di destabilizzazione da parte dell'FBI, sotto ordini del direttore J. Edgar Hoover.

## Presidenti
Lista dei presidenti dell'organizzazione:
- 14 febbraio 1957-1968 Martin Luther King, eletto a New Orleans come primo presidente dell'organizzazione,[4] la guiderà sino alla sua morte;
- 1968-1977 Ralph Abernathy
- 1977-1997 Joseph Lowery
- 1997-2004 Martin Luther King III
- 2004 Fred Shuttlesworth
- 2004-2009 Charles Kenzie Steele
- 2009-... Bernice King